# 大猩猩古鲁德
大猩猩古魯德（英語：Gorilla Grodd）是DC漫畫旗下的超級反派，閃電俠的主要宿敵之一，他是擁有心靈控制能力的大猩猩。由John Broome和卡邁恩·因凡蒂諾創作，首次登場於《閃電俠》#106（1959年5月）。

## 其他媒體

### 電視

#### 動畫
- 在《正義聯盟》及《超人正义联盟》中，古魯德由鮑爾斯·布思配音。
- 在《蝙蝠俠智勇悍將》中，古魯德由約翰·迪·馬吉歐配音。
- 在《生物突擊隊》中，古魯德出現在一段女巫瑟西（英语：Circe (character)）向阿曼達·沃勒展示的幻象。

#### 真人電視劇
- 綠箭宇宙：由大衛·索伯洛夫配音。
  - 在《閃電俠》中，第一季古魯德本是埃林將軍委託星辰實驗室研究用來強化心靈感應以及遙遠控制型強化士兵的實驗品大猩猩，因為粒子加速器而獲得心靈攻擊的能力，並進化成高智商的大猩猩，認哈里森·威爾斯博士為父親。第2季古魯德被丟到2號地球的大猩猩市以解決問題，第3季古魯德策劃讓2號地球的大猩猩攻擊1號地球，最後Barry及Solova合作下解決事件。古魯德被關進AUGUS。
  - 《明日傳奇》第三季：配合達米克製造時代錯誤。最後在1992年的贊比西部落製造混亂，讓馬魯斯逃出時間牢籠。事件結束又被關回1號地球的AUGUS監獄。
  - 在《閃電俠》中，第五季古魯德趁「啟蒙之日」逃出AUGUS與2號地球的鯊魚王大戰。第六季因無限地球危機後改邪歸正，想要回到大猩猩市，與閃電俠合作打敗腦中的守門人索洛瓦。卻發現這裡的居民因危機而恢復為普通大猩猩，並加入了紅色死神，直到閃電俠同意幫助他恢復大猩猩城。

### 電影
- 在《超人/蝙蝠俠：公眾之敵》中，古魯德由布萊恩·喬治配音。
- 在《樂高電影：正義聯盟大戰反正義聯盟》及《樂高電影：正義聯盟大戰末日軍團》中，古魯德由凱文·麥可·理查森配音。
- 在《忍者蝙蝠俠》中，古魯德由子安武人配音。

### 遊戲
- 在《超級英雄：武力對決2》中，古魯德由查爾斯·哈爾福德配音。
- 《樂高DC超級反派》中，幫助大猩猩古魯德擊退索羅瓦，控制大猩猩市[1]。

## 資料來源
1. ↑  《樂高DC超級反派》有時候當個壞蛋也挺好的 gamereactor中文版 2018.12.14